# Journal of Natural Products
Lloydia (obecnie Journal of Natural Products) – amerykańskie czasopismo naukowe wydawane przez Lloyd Library and Museum w Cincinnati w stanie Ohio. Założone zostało przez Theodora K. Justa. Był on jego redaktorem aż do swojej śmierci w 1960 r. W 1961 r. czasopismo zostało przejęte przez American Society of Pharmacognosy (ASP). Od 1996 r. jest wydawane przez ASP i American Chemical Society (ACS), a w 1979 r. zmieniło tytuł na Journal of Natural Products.
Początkowo czasopismo specjalizowało się w publikacji artykułów z zakresu mykologii. Od czas przejęcia przez ASP zaczęło się skupiać na fitochemii. Obecnie jako Journal of Natural Products publikuje artykuły o biologicznie aktywnych składnikach drobnoustrojów lądowych i morskich, także o roślinach wyższych. Czasopismo w miarę rozwoju nauki podlega zmianom technicznym, m.in. przeszło na publikację elektroniczną i jest dostępne online.
Czasopismo publikuje artykuły autorów z całego świata. Od czasu porozumienia między ASP i ACS wzrosła liczba jego cytowań z 3634 w 1997 r. do 16 840 w 2010 r., a  współczynnik ISI Impact Factor podwoił się do 2,872 w 2010 r. W 1997 r. ukazało się jubileuszowe 75 wydanie czasopisma.
ISSN:1520-6025, 0163-3864 